# Liste der Monuments historiques in Amance (Haute-Saône)
Die Liste der Monuments historiques in Amance führt die Monuments historiques in der französischen Gemeinde Amance auf.

## Liste der Immobilien
| Bezeichnung                   | Beschreibung                                                                                  | Standort                           | Kennzeichnung | Schutzstatus   | Datum | Bild           |
| ----------------------------- | --------------------------------------------------------------------------------------------- | ---------------------------------- | ------------- | -------------- | ----- | -------------- |
| Maison Bucheron               | auch Maison espagnole; Vorderhaus aus dem 16. Jahrhundert, Hinterhaus aus dem 18. Jahrhundert | 48 Grande-Rue (Lage)               | PA00102105    | Classé Inscrit | 1991  | weitere Bilder |
| Rundturm der Stadtbefestigung | aus dem 14. Jahrhundert                                                                       | Place du Général-Ferrand (Lage)    | PA00102106    | Classé         | 1971  | weitere Bilder |
| Mairie                        | mit Friedensgericht und Schule; von 1834 bis nach 1837 erbaut, Architekt Jean-Baptiste Ridoux | 10 Place du Général-Ferrand (Lage) | PA70000071    | Inscrit        | 2005  |                |

## Liste der Objekte
| Bezeichnung                   | Beschreibung                                                                  | Standort                        | Kennzeichnung | Schutzstatus | Datum | Bild |
| ----------------------------- | ----------------------------------------------------------------------------- | ------------------------------- | ------------- | ------------ | ----- | ---- |
| Beichtstuhl                   | Holz, 18. Jahrhundert                                                         | in der Kirche St-Laurent (Lage) | PM70001986    | Inscrit      | 1974  |      |
| Wandvertäfelung des Chorraums | mit Gemälden; Holz, vergoldet, Ölfarbe auf Leinwand, 18. Jahrhundert          | in der Kirche St-Laurent (Lage) | PM70001982    | Inscrit      | 1974  |      |
| Kommunionbank                 | Schmiedeeisen, vergoldet, 18. Jahrhundert                                     | in der Kirche St-Laurent (Lage) | PM70001983    | Inscrit      | 1974  |      |
| Zwei Seitenaltäre             | jeweils Altartisch und Retabel; Holz, vergoldet, 18. Jahrhundert              | in der Kirche St-Laurent (Lage) | PM70001984    | Inscrit      | 1974  |      |
| Kanzel                        | Holz, vergoldet, 18. Jahrhundert                                              | in der Kirche St-Laurent (Lage) | PM70001985    | Inscrit      | 1974  |      |
| Glocke                        | Bronze, 1766 gegossen                                                         | in der Kirche St-Laurent (Lage) | PM70000020    | Classé       | 1942  |      |
| Ziborium                      | Silber, 18. Jahrhundert                                                       | in der Kirche St-Laurent (Lage) | PM70000021    | Classé       | 1968  |      |
| Liturgische Gewänder          | Kasel, Stola, Manipel, Bursa und Kelchvelum; Seide, bestickt, 17. Jahrhundert | in der Kirche St-Laurent (Lage) | PM70000022    | Classé       | 1970  |      |